# Dudusa nobilis
Dudusa nobilis är en fjärilsart som beskrevs av Walker 1865. Dudusa nobilis ingår i släktet Dudusa och familjen tandspinnare. Inga underarter finns listade i Catalogue of Life.

## Bildgalleri

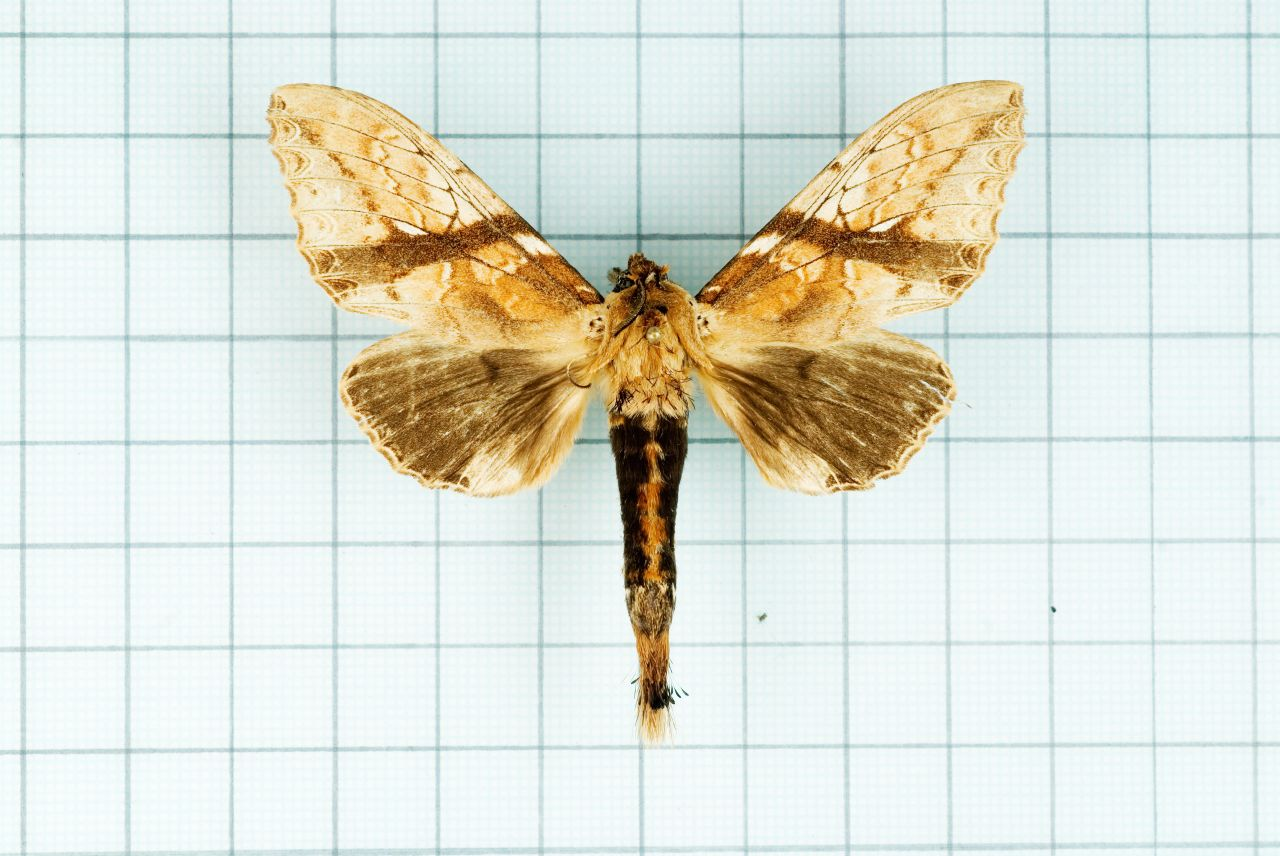
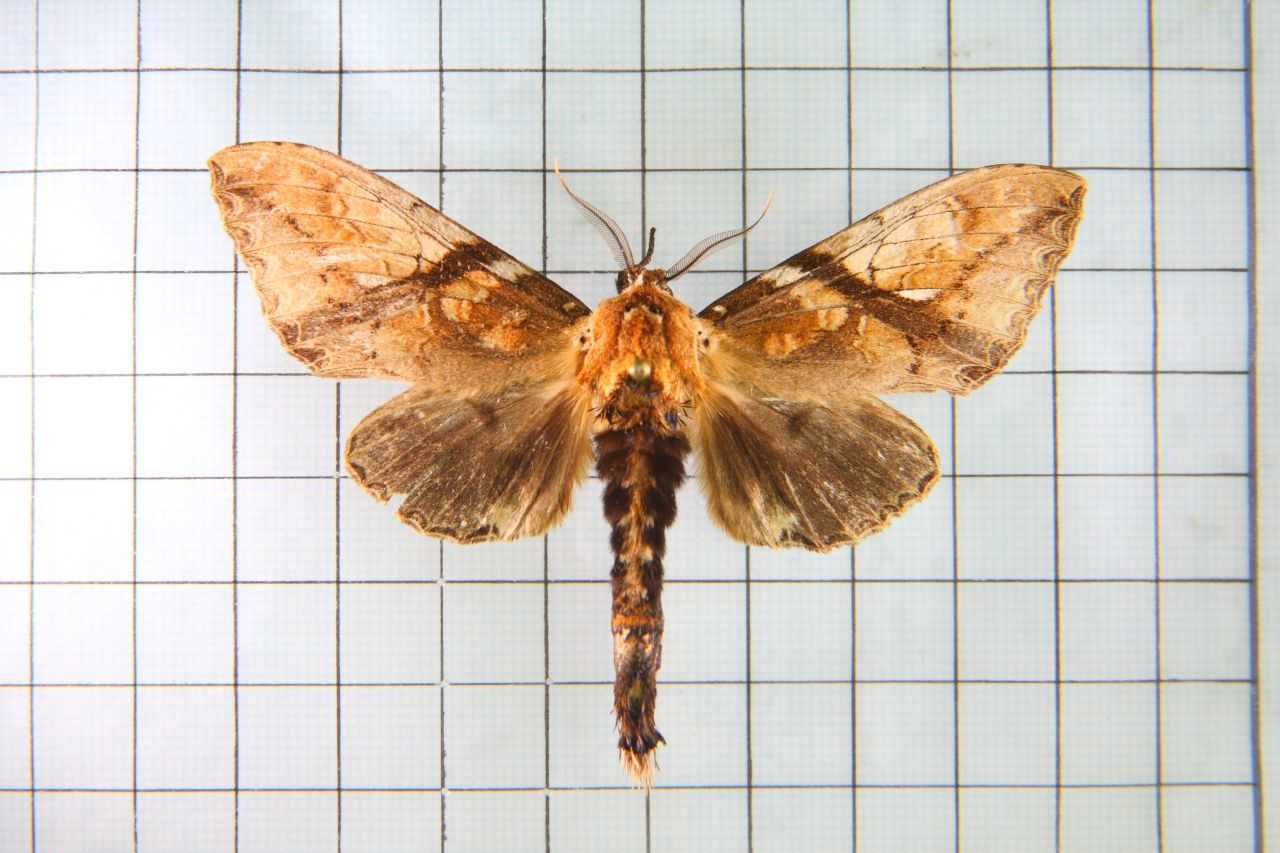
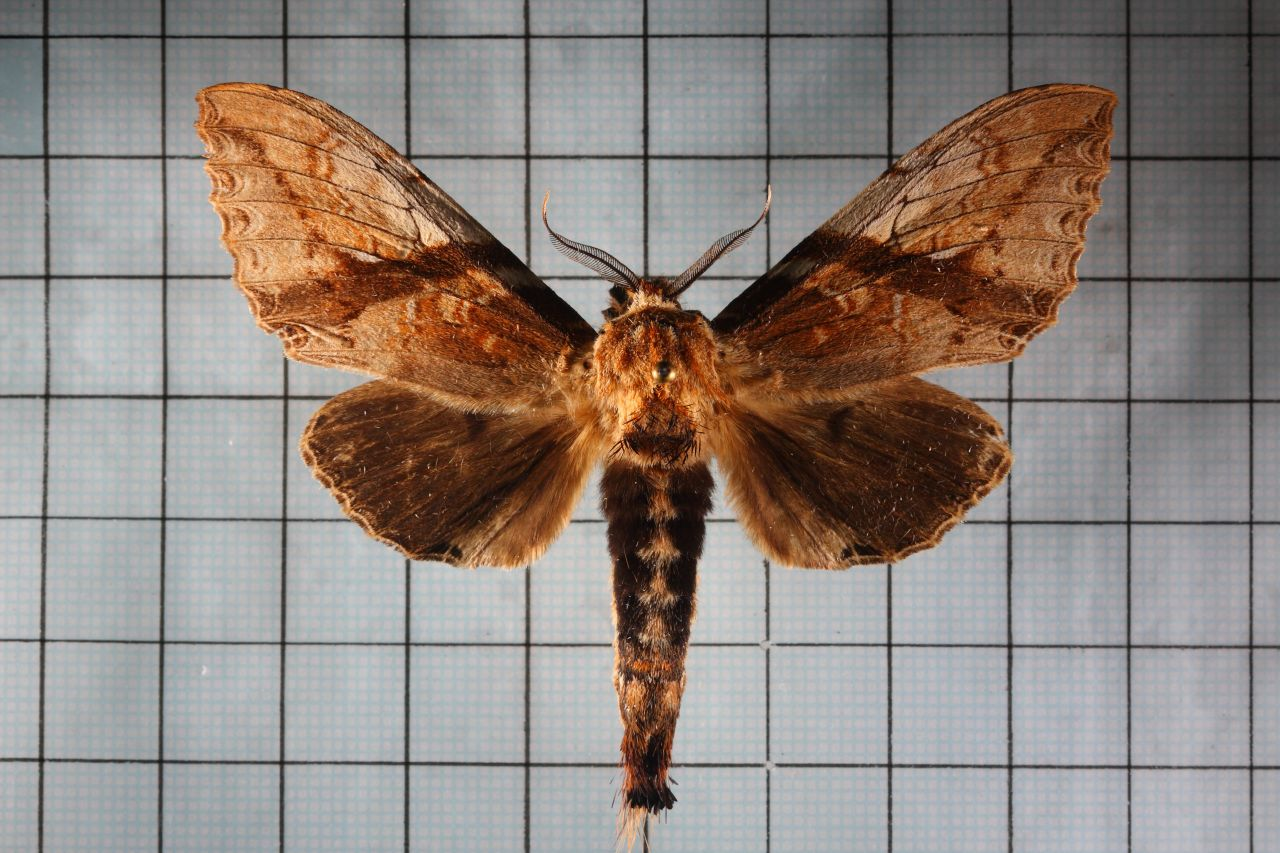
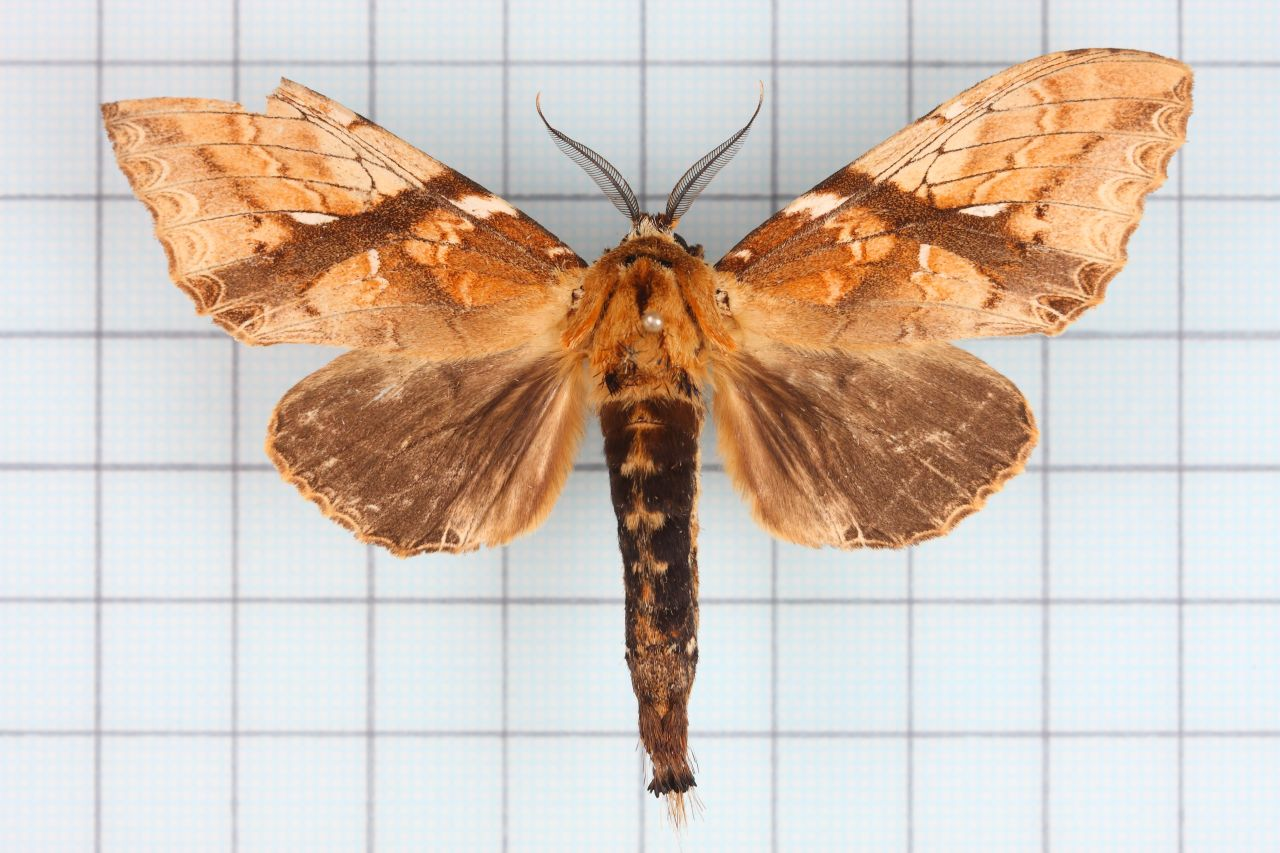
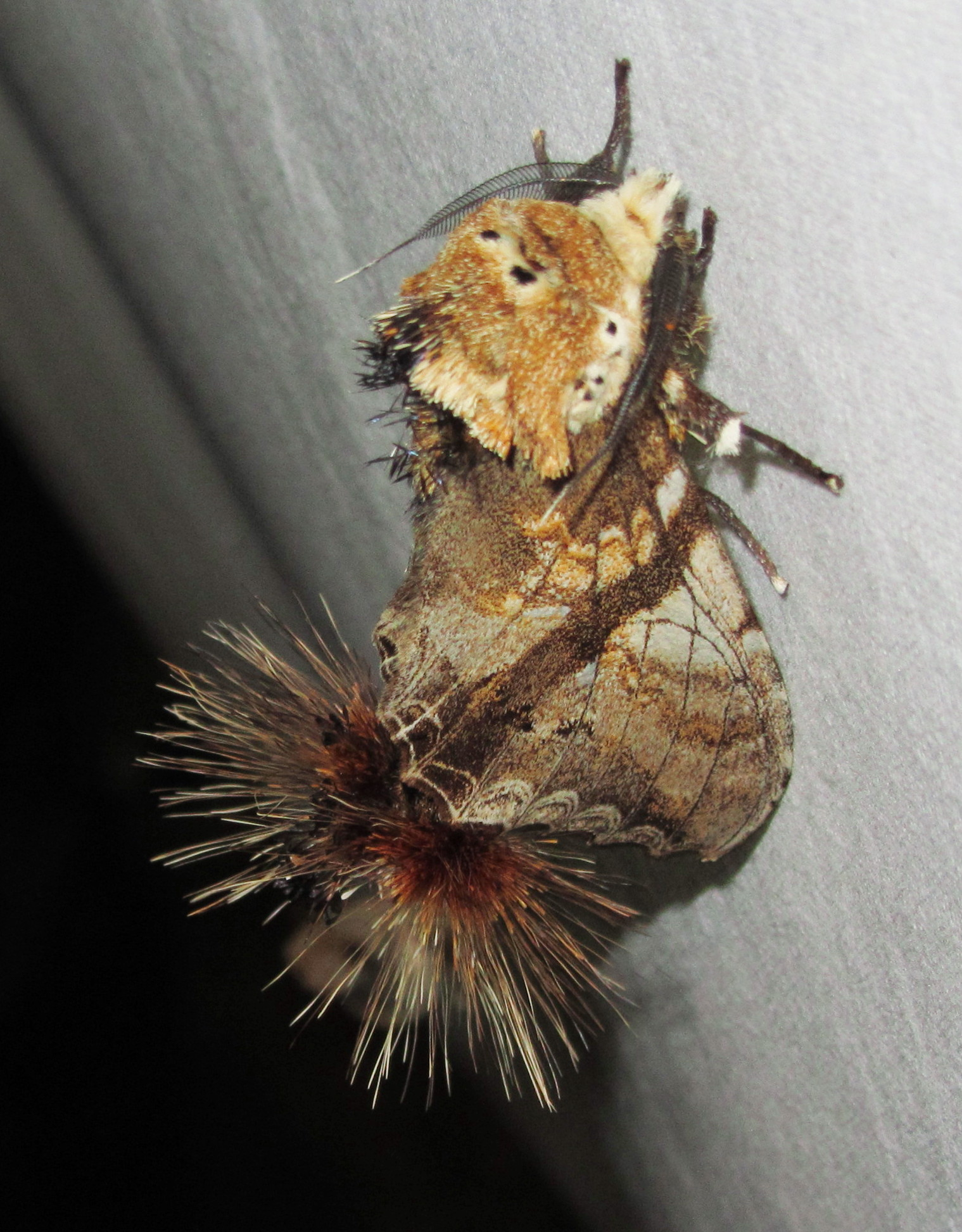